# Эль-Кутайлибия
Эль-Кутайлибия (араб. القطيلبية‎) — небольшой город на северо-западе Сирии, расположенный на территории мухафазы Латакия. Входит в состав района Джабла. Является административным центром одноимённой нахии.

## Географическое положение
Город находится в южной части мухафазы, к западу от горного хребта Ансария, на высоте 260 метров над уровнем моря.

Эль-Кутайлибия расположена на расстоянии приблизительно 28 километров к юго-востоку от города Латакия, административного центра провинции и на расстоянии 193 километров к северо-северо-западу (NNW) от Дамаска, столицы страны.

## Население
По данным официальной переписи 2004 года численность населения города составляла 5566 человек (2863 мужчины и 2703 женщины). В конфессиональном составе населения преобладают алавиты.

## Транспорт
Ближайший гражданский аэропорт — Международный аэропорт имени Басиля Аль-Асада.